# Les Chroniques de la peur
 (février 2022).
Si vous disposez d'ouvrages ou d'articles de référence ou si vous connaissez des sites web de qualité traitant du thème abordé ici, merci de compléter l'article en donnant les références utiles à sa vérifiabilité et en les liant à la section « Notes et références ».
 (février 2022).
La mise en forme du texte ne suit pas les recommandations de Wikipédia : il faut le « wikifier ».
Les points d'amélioration suivants sont les cas les plus fréquents. Le détail des points à revoir est peut-être précisé sur la page de discussion.
- Les titres sont pré-formatés par le logiciel. Ils ne sont ni en capitales, ni en gras.
- Le texte ne doit pas être écrit en capitales (les noms de famille non plus), ni en gras, ni en italique, ni en « petit »…
- Le gras n'est utilisé que pour surligner le titre de l'article dans l'introduction, une seule fois.
- L'italique est rarement utilisé : mots en langue étrangère, titres d'œuvres, noms de bateaux, etc.
- Les citations ne sont pas en italique mais en corps de texte normal. Elles sont entourées par des guillemets français : « et ».
- Les listes à puces sont à éviter, des paragraphes rédigés étant largement préférés. Les tableaux sont à réserver à la présentation de données structurées (résultats, etc.).
- Les appels de note de bas de page (petits chiffres en exposant, introduits par l'outil «  Source ») sont à placer entre la fin de phrase et le point final[comme ça].
- Les liens internes (vers d'autres articles de Wikipédia) sont à choisir avec parcimonie. Créez des liens vers des articles approfondissant le sujet. Les termes génériques sans rapport avec le sujet sont à éviter, ainsi que les répétitions de liens vers un même terme.
- Les liens externes sont à placer uniquement dans une section « Liens externes », à la fin de l'article. Ces liens sont à choisir avec parcimonie suivant les règles définies. Si un lien sert de source à l'article, son insertion dans le texte est à faire par les notes de bas de page.
- La présentation des références doit suivre les conventions bibliographiques. Il est recommandé d'utiliser les modèles {{Ouvrage}}, {{Chapitre}}, {{Article}}, {{Lien web}} et/ou {{Bibliographie}}. Le mode d'édition visuel peut mettre en forme automatiquement les références.
- Insérer une infobox (cadre d'informations à droite) n'est pas obligatoire pour parachever la mise en page.

Pour une aide détaillée, merci de consulter Aide:Wikification.
Si vous pensez que ces points ont été résolus, vous pouvez retirer ce bandeau et améliorer la mise en forme d'un autre article.
Les Chroniques de la peur (Creeped Out) est une série télévisée anglaise créée par Bede Blake et Robert Butler, diffusée depuis le 31 octobre 2017 au Royaume-Uni et au Canada sur la chaîne de télévision canadienne Family Channel.
Netflix diffuse l'intégralité de la première saison le 4 octobre 2018 mais les épisodes ne sont pas tous dans le bon ordre.
C'est le jeune acteur William Romain qui interprète Le Curieux, rôle principal de la série. La distribution comprend également d'autres jeunes acteurs et actrices, tels que Katie Douglas, connue dans les séries Spooksville et Defiance, Rebecca Hanssen, connue pour avoir joué dans la série I survived a zombie apocalypse, Sydney Wade du film Chasseuse de géants ainsi que Jennifer James de la série Coronation Street.

## Synopsis
Chaque épisode est individuel et lié au «Curieux», un collectionneur d'histoires étranges dissimulé derrière un masque au début et à la fin de chaque épisode.

## Distribution

### Saison 1
- Aurora Aksnes (VFB : Ludivine Deworst) : La narratrice (épisode 1 à 13)
- Victoria Diamond : La narratrice (épisode 4, 9 et 10)
- Le Curieux : William Romain (épisode 1 à 8 et 11) et Jaiden Cannatelli (épisode 4 et 9 à 13)

épisode 1 
- Sydney Wade (VFB : Laetitia Liénart) : Jessie
- Jennifer James (VFB : Célia Torrens) : La maman de Jessie
- Daniel Ryan (VFB : Alain Eloy) : Le papa de Jessie
- Robert Styles (VFB : Benoît Van Dorslaer) : Mr. Blackteeth
- Caitlan Barrett-Ward : Patty
- Stephanie Dooley : Mrs. Peterson
- Noah Valentine (VFB : Robin Ledroit) : The Bottler
- Simon Naylor : Mr. Sanford

épisode 2
- Rhys Gannon (VFB : Arthur Dubois) : Stu
- Maeve Larkin (VFB : Micheline Tziamalis) : La maman de Stu
- Katie Proctor (VFB : Sophie Pyronnet) : Kelly
- Margaret Jackman (VFB : Léonce Wapelhorst) : Mrs. Franny McMurtle

épisode 3
- Jonathan Blake (VFB : Pierre Le Bec) : Sam
- Maximus Evans (VFB : Maxime Donnay) : Fitzy
- Anya Lawrence (VFB : Sophie Frison) : Naini
- Rachael McGuinness : Mrs. Sanford
- Phil Corbitt : Mr. Fitzgerald
- Andrew Readman (VFB : Patrick Waleffe) : Mr. Herabius
- Marcus Taylor : Bill Goat

épisode 4
- Tiffany Elefano (VFB : Nancy Philippot) : Kim Bosher
- Steve Cooke (VFB : Maxime Van Santfoort) : Marti le téléphone (voix, épisode 4)
- Sam Ashe Arnold (VFB : Véronique Biefnot) : Keith
- Diya Kittur () : Amy
- Helene Robbie : The mouth
- Berkley Silverman (VFB : Helena Coppejans) : Millie

épisode 5
- Malen Clarkson (VFB : Tim Belasri) : Vincent
- Jason Done (VFB : Simon Duprez) : Andrew
- Boris Burnell Anderson (VFB : Harry Belasri) : AJ
- Macey Howarth (VFB : Delphine Chauvier) : Jean (Jeune)

épisode 6
- Rebecca Hanssen (VFB : Sophie Pyronnet) : Pearl
- William Haresceugh (VFB : Thibaut Delmotte) : Danny
- Chris Jack : Darrell
- Zita Sattar (VFB : Cécile Florin) : Hannah
- Acushla-Tara Kupe (VFB : Claire Tefnin) : Pui

épisode 7
- Isabella Pinto (VFB : Audrey Devos) : Dent
- Bella Band (VFB : Marie du Bled) : Janie
- Lola Ogunyemi (VFB : Elsa Poisot) : Jo
- Tillie Amartey : Arlene
- Elizabeth Bower (VFB : Sophie Landresse) : Cheffe de patroulle Paxton

épisode 8
- Jacob Henshaw (VFB : Esteban Oertli) : Thomas
- Amelia Curtis (VFB : Sophie Landresse) : La maman de Thomas
- Gianluca Gallucci (VFB : Alexandre Van Roy) : Spud
- William Romain (VFB : Thibaut Delmotte) : Alien

épisode 9
- Jesse Adam Lowell (VFB : Alexis Flamant) : Chas
- Beatriz Yuste : Mrs. Thorne
- Robin Archer (VFB : Jean-François Rossion) : Mr. Thorne
- Andrea Grant : Mrs. Tuthill
- Aliya Anthony : Missy Tuthill
- Gracie McHendry : Ashley Thorne
- Justin Paul Kelly (VFB : Déborah Rouach) : Ashley
- Romy Weltman (VFB : Marie Braam) : Esme

épisode 10
- Thamela Mpumlwana (VFB : Damien Locqueneux) : Dave Stevens
- Darlene Cooke (VFB : Nathalie Hons) : Tante Abigail
- Andrew Moodie (VFB : Jean-François Rossion) : Mr. Moss
- Jordan Poole (VFB : Gauthier de Fauconval) : Greg
- Jake Sim : Kelsey

épisode 11
- Leah Choudhry (VFB : Mélanie Dermont) : Jodie
- Daniel Ogbeide-John (VFB : Brieuc Lemaire) : Brandon
- Emma Gregory (VFB : Monia Douieb) : Mrs. Gunson
- Rachel Leskovac (VFB : Valérie Muzzi) : June, maman de Jodie
- Andonis Anthony : The Traveller
- Russell Richardson : Le vieux Baz

épisodes 12 et 13
- Kyle Harrison Breitkopf (VFB : Émilie Guillaume) : Ace
- Katie Douglas (VFB : Helena Coppejans) : Indigo
- Keana Bastidas (VFB : Aline Piron) : Gudge
- Maia Bastidas : Puck
- Nicolas Grimes : Kid Herc
- Wei Yuan : Nincom
- Peter Loung : Palooka
- Wei Ming Yuan : Hijinx
- Simon D. Scott : Shoe Man
- Regan Brown : Cat mother
- Jenny Young : La maman d'Ace
- Tyler Lionel Parr : Le papa d'Ace
- Kendra Nott : La sœur d'Ace
- Lilly Bartlam : Cat girl (épisode 12)
- Julian Richings (VFB : Patrick Donnay) : Zephaniah, le chef de la troupe

### Saison 2
- Lukas Engel : Le Curieux (épisode 1)
- Alexandra Castillo : Claire (épisode 1)
- Leonidas Castrounis : Rich (épisode 1)
- Devan Cohen : Le Paladin (épisode 1)
- Corteon Moore : Carlos (vieux, épisode 1)
- Jaeden Noel : Carlos (épisode 1)
- Paloma Nuñez : Professeur (épisode 1)
- Tina Louise Owens : Christmas Shopper (épisode 1)
- Ethan Pugiotto : Aiden (épisode 1)
- John Alan Roberts : Christmas Shopper (épisode 1)
- Tomaso Sanelli : Jack (épisode 1)
- Tyssen Smith : Jack (vieux, épisode 1)
- Joshua Tomkins : Christmas Shopper (épisode 1)

## Épisodes

### Première saison (2017-2018)
La diffusion a débuté le 31 octobre 2017 et s'est terminée le 20 février 2018 sur Family Channel.
| Ordre des épisodes sur Family Channel | Ordre des épisodes sur Netflix |
| --- | --- |
| 1. Les Marionnettes (Slapstick) 2. Nourriture pour chat (Cat food) 3. Trollé (Trolled) 4. Marti (Marti) 5. Le Garçon du passé (A boy called red) 6. L'Appel de la sirène (The call) 7. La Médaille du courage (Bravery badge) 8. L'Homme de l'espace (Spaceman) 9. Sentinelle (Kindlesticks) 10. Le Cabanon de la peur (Shed no fear) 11. Le Voyageur (The traveller) 12. L'Attraction, partie 1 (Side show, part 1) 13. L'Attraction, partie 2 (Side show, part 2) | 1. Marti (Marti) 2. Les Marionnettes (Slapstick) 3. Sentinelle (Kindlesticks) 4. La Médaille du courage (Bravery badge) 5. Nourriture pour chat (Cat food) 6. Trollé (Trolled) 7. Le Cabanon de la peur (Shed no fear) 8. L'Appel de la sirène (The call) 9. Le Garçon du passé (A boy called red) 10. L'Homme de l'espace (Spaceman) 11. Le Voyageur (The traveller) 12. L'Attraction, partie 1 (Side show, part 1) 13. L'Attraction, partie 2 (Side show, part 2) |

### Deuxième saison (2019)
La diffusion débute le 24 avril 2019 sur Family Channel.
1. Encore une minute (One more minute)
2. Mise au tapis (Itchy)
3. Appel a l'aide
4. A la croisée des mondes
5. Enfant unique
6. Sans filtre
7. Les griffes du père noël
8. La tète qui gratte
9. Un ennemi en chair et en os
10. Les cinq malchanceux